# كأس البوسنة والهرسك 2015–16
كأس البوسنة والهرسك 2015–16 هو موسم من كأس البوسنة والهرسك. أقيم خلال الفترة 22 سبتمبر 2015 وحتى 18 مايو 2016، وأشرف على تنظيمه اتحاد البوسنة والهرسك لكرة القدم، وكان عدد الأندية المشاركة فيه 32، وفاز فيه نادي رادنيك بيلينا.